# ラウタロ・エスカランテ
ラウタロ・トマス・エスカランテ（Lautaro Tomás Escalante 、1999年7月2日 - ）は、アルゼンチン・フロレンシオ・バレラ出身のプロサッカー選手。デフェンサ・イ・フスティシア所属。ポジションは、ミッドフィールダー。

## クラブ歴
2020年1月26日、4-1で勝利したホームのタジェレス・デ・コルドバ戦でプロデビューを果たした。